# Аргаяш (озеро, Аргаяшский район)
Аргая́ш — озеро в Аргаяшском районе Челябинской области России.

## Общие сведения
Озеро расположено в центральной части Аргаяшского района. На западном берегу озера расположено село Аргаяш — районный центр. На южном — деревня Бажикаева, на северном — деревня Норкино, отделённая от села Аргаяш берёзовым лесом. Вдоль юго-западного берега озера проходит автодорога Челябинск — Кыштым — Екатеринбург и в том же направлении железная дорога.
Площадь озера — 7 км², водосборная площадь 30,2 км², по другим данным — 23,4 км².
Средняя глубина — 4,9 м, наибольшая — 7,1 м. Урез воды — 243 м. Объём воды — около 33 млн куб. м.
Питание за счет поверхностных и подземных вод. Впадает река Зюзелка. Дно озера илистое, у берегов — песчаное, с галькой. Берега пологие, с выходами коренных пород, местами покрыты лесом, частично застроены. Имеются пляжи, базы отдыха.
В озере водятся карась, окунь, плотва, ёрш, щука, карп.